# 도쿄 스카이트리

크기 비교

실루엣

도쿄 스카이트리(일본어: 東京スカイツリー 도쿄스카이쓰리[*])는 일본 도쿄도 스미다구에 세워진 전파탑이다. 본래 높이 610.58m로 계획되었으나 2009년 10월에 높이 634m로 설계가 변경되어, 캐나다의 CN 타워와 중국의 광저우타워를 제치고 세계에서 가장 높은 자립식 전파탑으로 등극하였다. 
2008년 7월 14일에 착공하였고, 2012년 2월 29일에 완공하였으며, 2012년 5월 22일부터 정식으로 영업을 시작하였다.

## 개요
도쿄 스카이 트리의 건설은 2003년 12월 일본방송협회 (NHK)와 도쿄권 지역 민영 방송 5개사가 600m급의 새로운 전파탑을 세우기 위해, '재경 6사 신타워 추진 프로젝트'를 발족한 것이 계기가 되었다. 도쿄 도 중심부 지역에 새로 지어지고 있는 마천루들의 수가 점점 늘어나면서, 그 중심부 (미나토구)에 있는 도쿄 타워에서 나오는 전파가 높은 건물들에 막혀 다른 지역으로 퍼지지 못해 수신 장애가 생기게 되자, 그것을 해소하기 위하여 마천루들보다 월등히 높게 새로운 전파탑을 짓기로 한 것이다.
부지는 스미다구에 있는 오시아게 역과 도쿄 스카이 트리 역(당시 나리히라바시 역) 사이에 있는, 문을 닫은 한 화물역 철거지로 정해졌다. 이 부지는 하네다 공항에서 이륙하는 비행기의 운항을 고려한 고도 제한 지역의 일부였으나, 2005년 4월 고도 제한이 풀리면서 계획한 탑을 세울 수 있게 되었다. 2011년 3월 11일에 동일본 대지진 발생 후 공사 당시에 꼭대기까지 올려저 있는 타워크레인 흔들리게 발생하게 되었다 2011년 7월 24일에 일본에서 지상파 아날로그 TV 방송 서비스가 종료되는 일정에 맞추어, 2008년 7월 14일에 공사를 시작하였고, 2012년 2월 29일에 완공되었다. 스카이 트리의 소유주인 도부 철도는 이후 전파탑의 시험 가동을 거쳐 2012년 5월 22일에 민간에 정식으로 개방하겠다고 발표했다.
사업 주체는 도부 철도를 최대 주주로 하는 "도부 타워 스카이 트리 주식회사"(일본어: 東武タワースカイツリー株式会社)이다. 닛켄 설계가 설계하였고, 오바야시구미에서 시공하였다.

### 높이
전체 높이 634 m, 탑 본체 높이 497 m는 자립식 철탑으로서는 키예프 TV 타워의 385m를 넘어 세계 1위, 현존하는 전파탑으로서는 KVLY-TV탑의 628.8m를 넘어 세계 1위이다. 또, 건축물 중에서는 아랍에미리트 두바이의 부르즈 할리파 (828 m)를 잇는 세계 2위의 높이를 가지고 있다. 또한, OECD 국가에 위치한 구조물 중에서는 가장 높은 구조물이다.
건축물로서의 높이는 470.97m이며, 요코하마 랜드마크 타워가 가지고 있던, 일본 건축물 중에서는 최고 높이 기록이었던 296.33m을 경신했다.
원래는 약 610 m 규모로 만들 예정이었으나, 2009년 10월 16일, 도쿄 부근의 옛 국명인 무사시노쿠니와 발음을 비슷하게 위해 높이 634 m로 건설하기로 계획을 수정하였다.

### 명칭
임시로 지어진 명칭은 "신 도쿄 타워"였다. 정식 명칭은 공모를 통해 정했는데, 가장 많은 공모를 받은 "오에도 타워"는 타워 건설 예정지 부근의 한 가게가 상표를 미리 따냈고, 최다 공모 3위 "사쿠라 타워"도 다른 호텔에서 사용하고 있는 상표였기 때문에 사용하지 않았다. 가칭이었던 신 도쿄 타워 또한 도쿄 스카이 트리가 도쿄 타워를 관리하는 일본전파탑사와는 무관하기 때문에 쓰이지 않았다.
현재 공식 명칭인 도쿄 스카이 트리는 도부 철도와 도부 타워 스카이 트리 주식회사가 등록한 고유 상표이다.

### 조명
조명 디자인은 2009년 10월 16일에 만들어졌다. 2개 조명 패턴이 있는데 하나는 이키(粋) - (하늘색), 다른 하나는 미야비(雅) - (보라색)이다. LED를 사용한다.

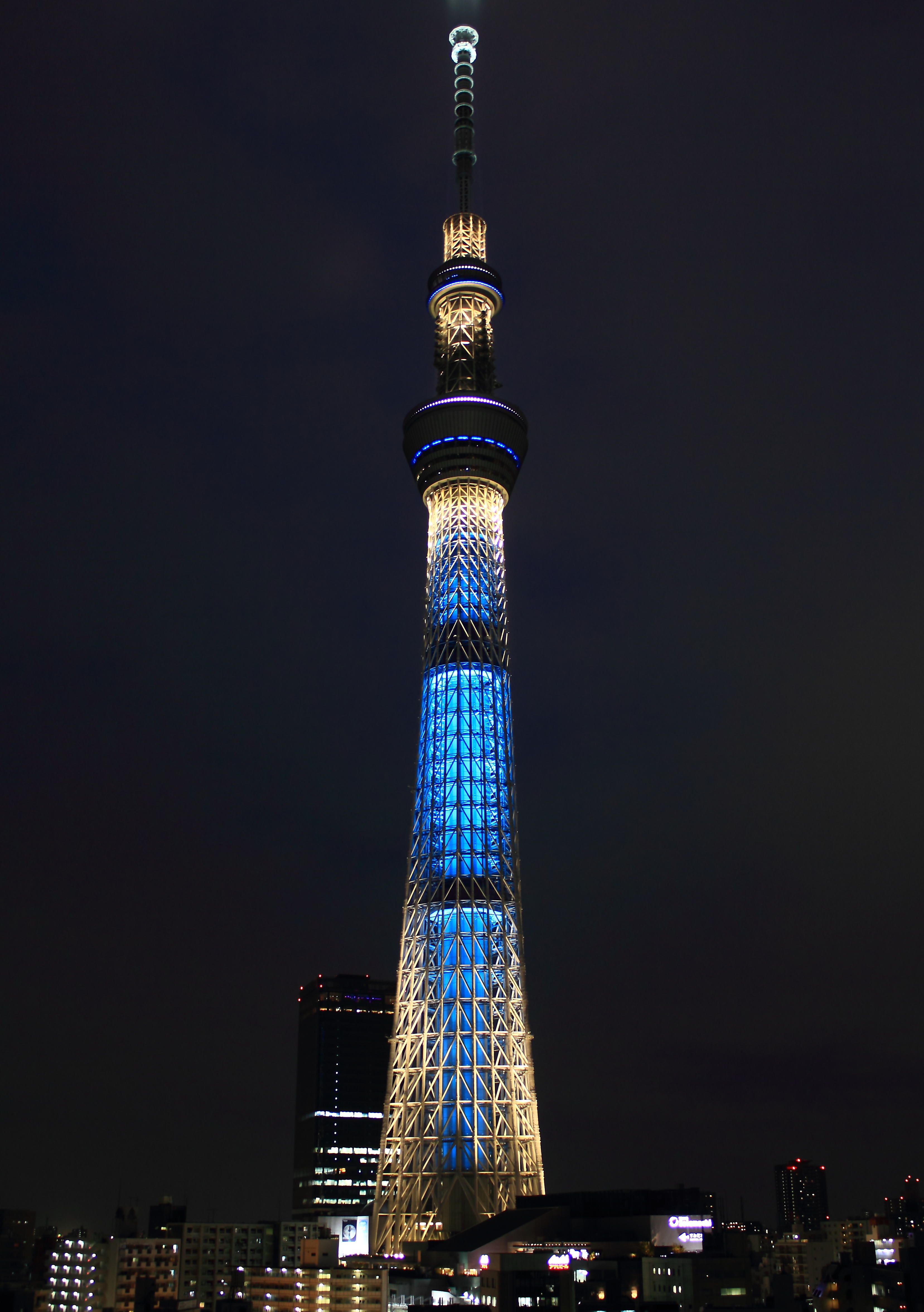
이키
미야비
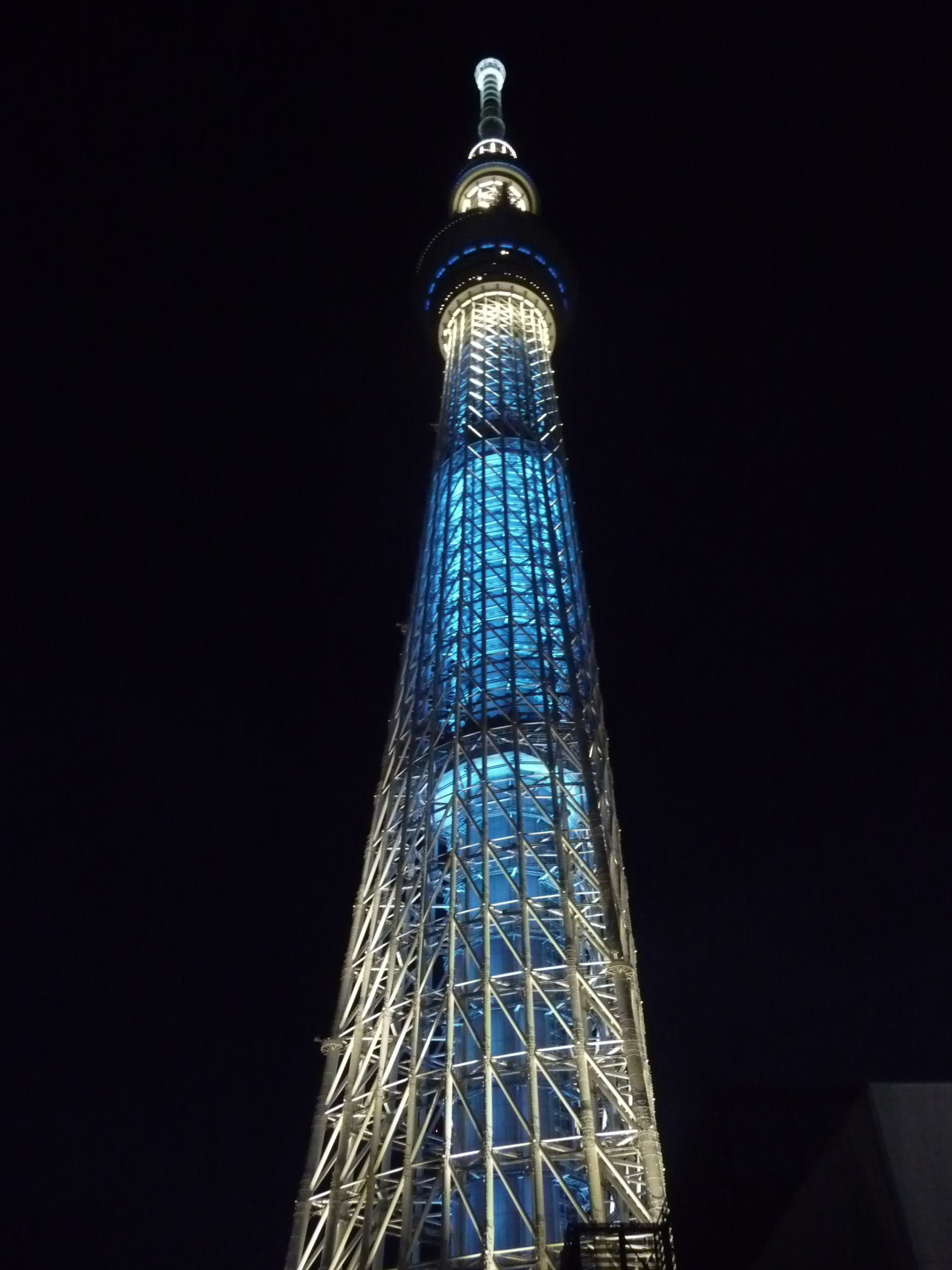
이키를 아래에서 본것

## 방송 송신 시설

### 지상파 텔레비전 방송
| 가상채널 | 이용채널번호 | 방송국명      | 호출부호 | 물리채널 | 출력             | 방송대상지역           | 방송구역내 세대수 |
| --- | ------------ | ------------- | -------- | -------- | ---------------- | ---------------------- | ----------------- |
| 1 | 011~012      | NHK 도쿄 종합 | JOAK-DTV | 27       | 10kW(ERP 69.0kw) | 남관동(南關東)         | 약 1,400만 세대   |
| 2 | 021~023      | NHK 도쿄 교육 | JOAB-DTV | 26       | 10kW(ERP 69.0kw) | 남관동(南關東)         | 약 1,400만 세대   |
| 4 | 041~042      | 니혼 TV       | JOAX-DTV | 25       | 10kW(ERP 69.0kw) | 관동광역권(關東廣域圈) | 약 1,400만 세대   |
| 5 | 051~053      | TV 아사히     | JOEX-DTV | 24       | 10kW(ERP 69.0kw) | 관동광역권(關東廣域圈) | 약 1,400만 세대   |
| 6 | 061~062,268  | TBS           | JORX-DTV | 22       | 10kW(ERP 69.0kw) | 관동광역권(關東廣域圈) | 약 1,400만 세대   |
| 7 | 071~073,077  | TV 도쿄       | JOTX-DTV | 23       | 10kW(ERP 69.0kw) | 관동광역권(關東廣域圈) | 약 1,400만 세대   |
| 8 | 081~083      | 후지 TV       | JOCX-DTV | 21       | 10kW(ERP 69.0kw) | 관동광역권(關東廣域圈) | 약 1,400만 세대   |
| 9 | 091~092      | TOKYO MX      | JOMX-DTV | 16       | 3kW(11.5kw)      | 동경도(東京都)         | 약 1,430만 세대   |
| ※ TOKYO MX는 당초 20번으로 송출할 예정이었으나, 이바라키 현에서 같은 20번을 쓰고 있던 NHK 미토 방송국과의 혼선을 우려하여 채널을 16번으로 변경했다. |              |               |          |          |                  |                        |                   |

### FM 라디오 방송
| 주파수  | 방송국명    | 호출부호 | 출력 | ERP  | 방송대상지역 | 방송구역내 세대수 |
| ------- | ----------- | -------- | ---- | ---- | ------------ | ----------------- |
| 81.3MHz | J-WAVE      | JOAV-FM  | 7kW  | 57kW | 간토 광역권  | -세대             |
| 82.5MHz | NHK 도쿄 FM | JOAK-FM  | 7kW  | 57kW | 간토 광역권  | -세대             |
| 82.5MHz | VICS        | JOVS-FCM | 7kW  | 57kW | 간토 광역권  | -세대             |
| 90.5MHz | TBS 라디오  | -        | 7kW  | 57kW | 간토 광역권  | -세대             |
| 91.6MHz | 분카 방송   | -        | 7kW  | 57kW | 간토 광역권  | -세대             |
| 93.0MHz | 닛폰 방송   | -        | 7kW  | 57kW | 간토 광역권  | -세대             |

### 멀티미디어 방송
| 주파수         | 방송국명                 | 호출부호 | 공중선전력 | ERP         | 방송대상지역 | 방송구역내 세대수 |
| -------------- | ------------------------ | -------- | ---------- | ----------- | ------------ | ----------------- |
| 214.714286 MHz | 재팬 모바일 캐스팅 NOTTV | JOMZ     | 25 kW      | 최대 105 kW | 간토 광역권  | 약 1600만세대     |

## 건설 과정

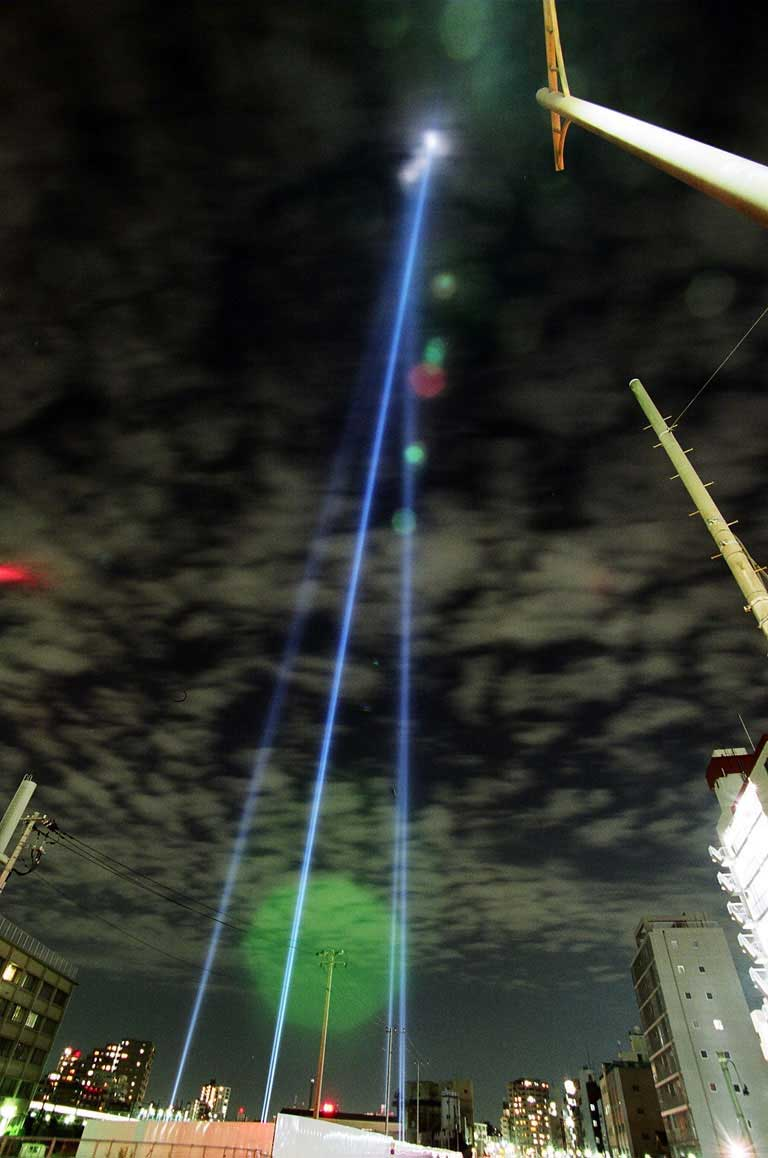
610m 계획일 때 탐조등, 2007년 10월 6일
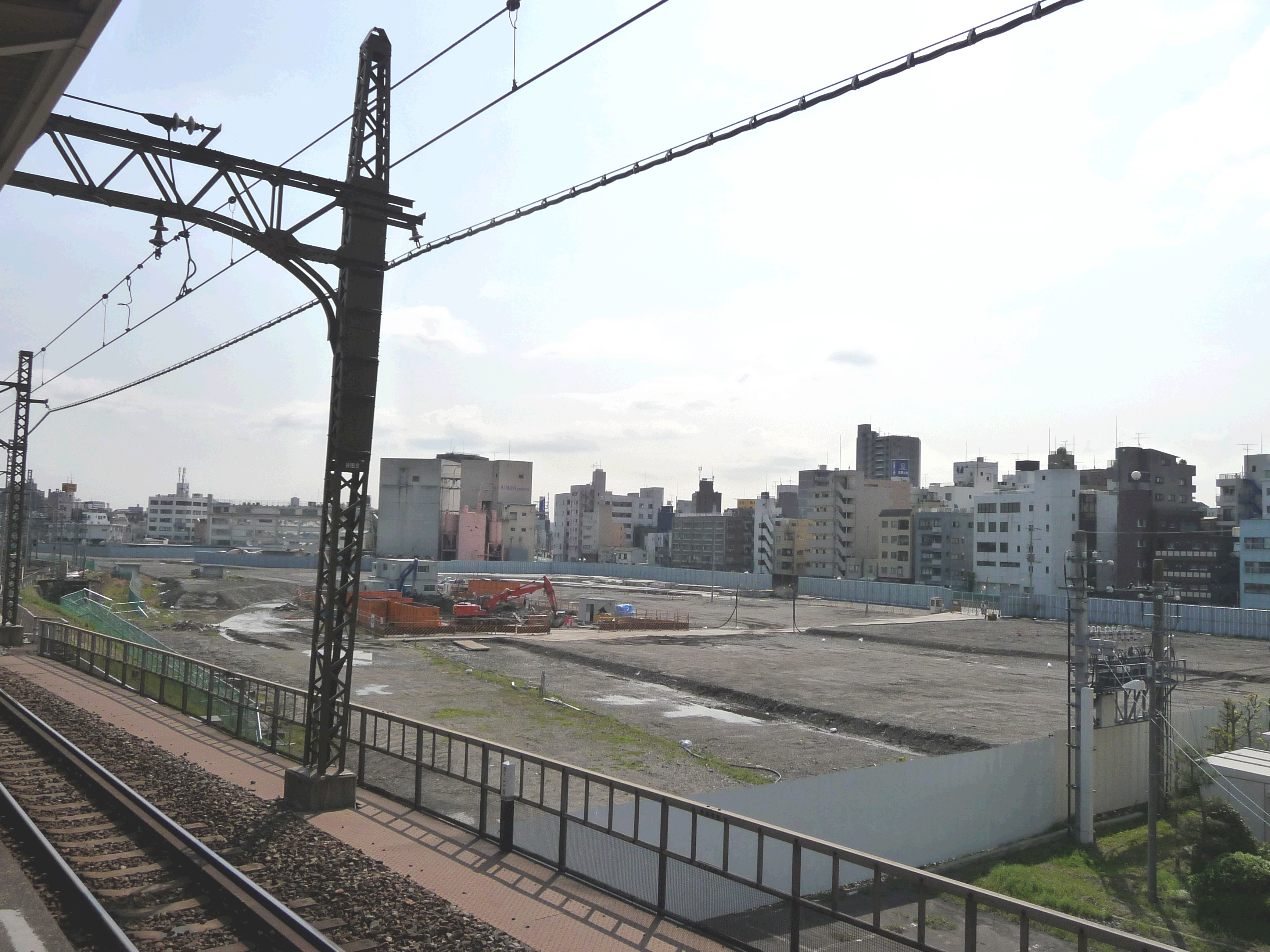
건설 전 부지, 2008년 4월 12일
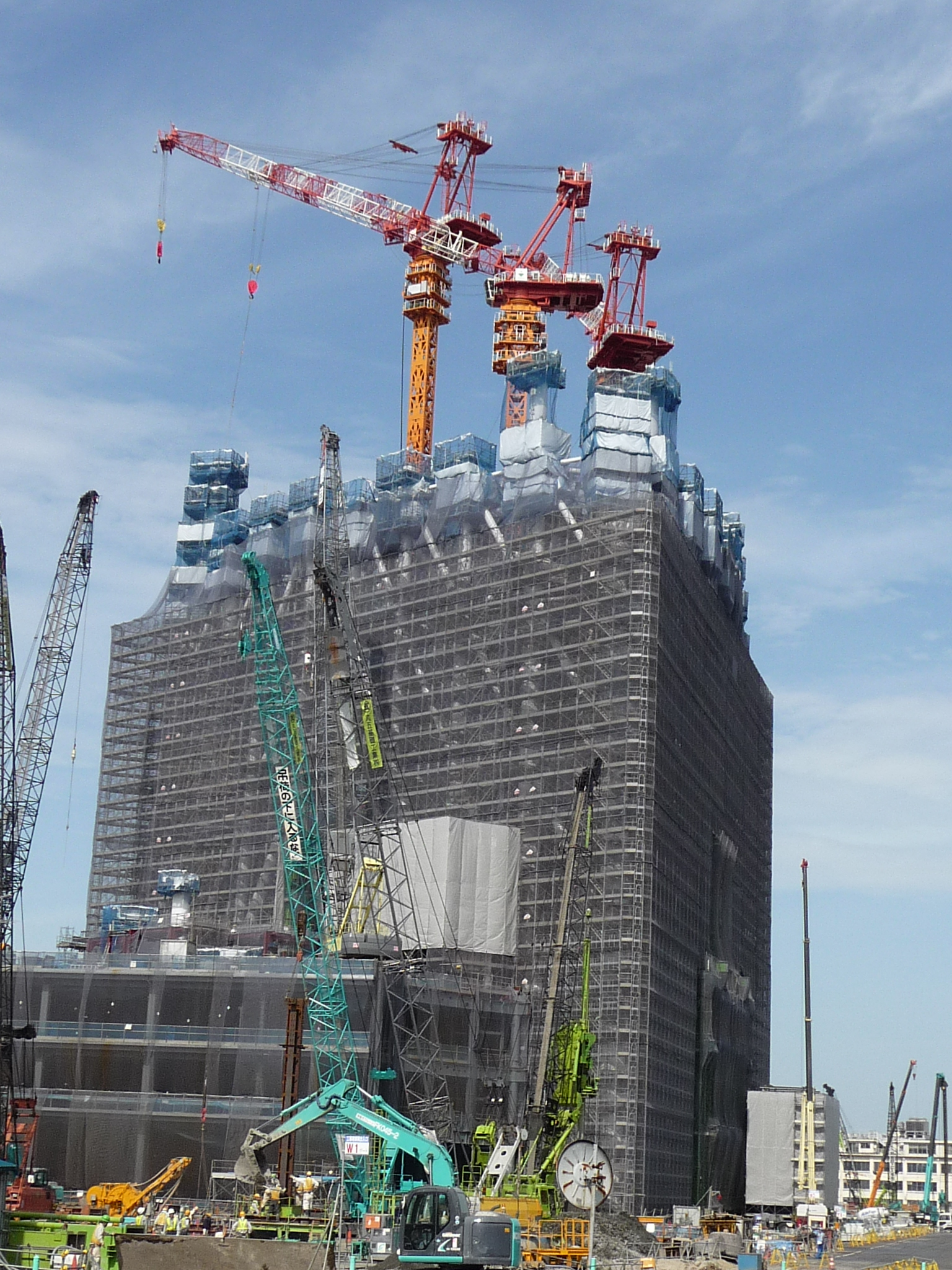
2009년 7월 14일 (76m)
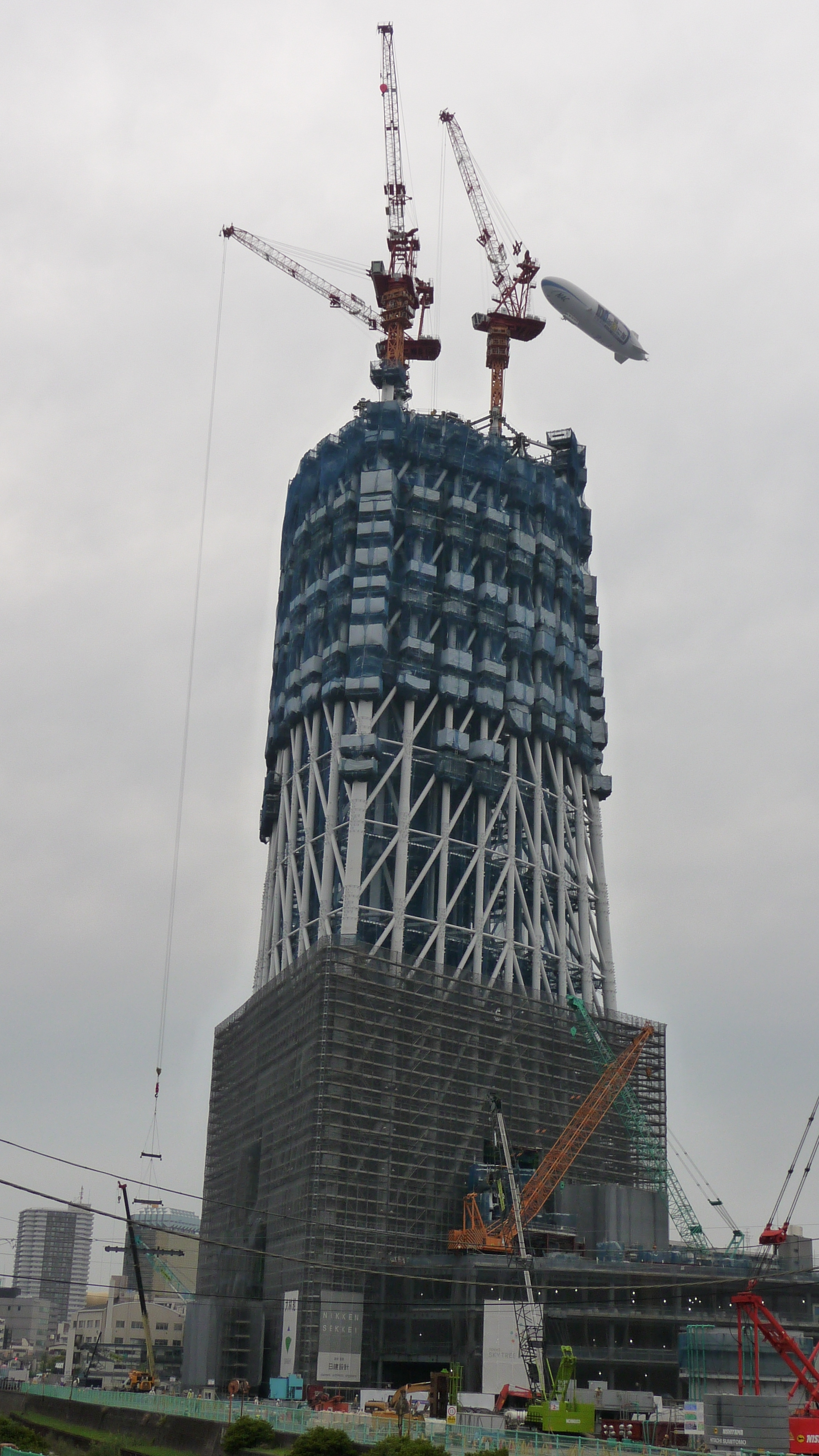
2009년 9월 19일 (153m)
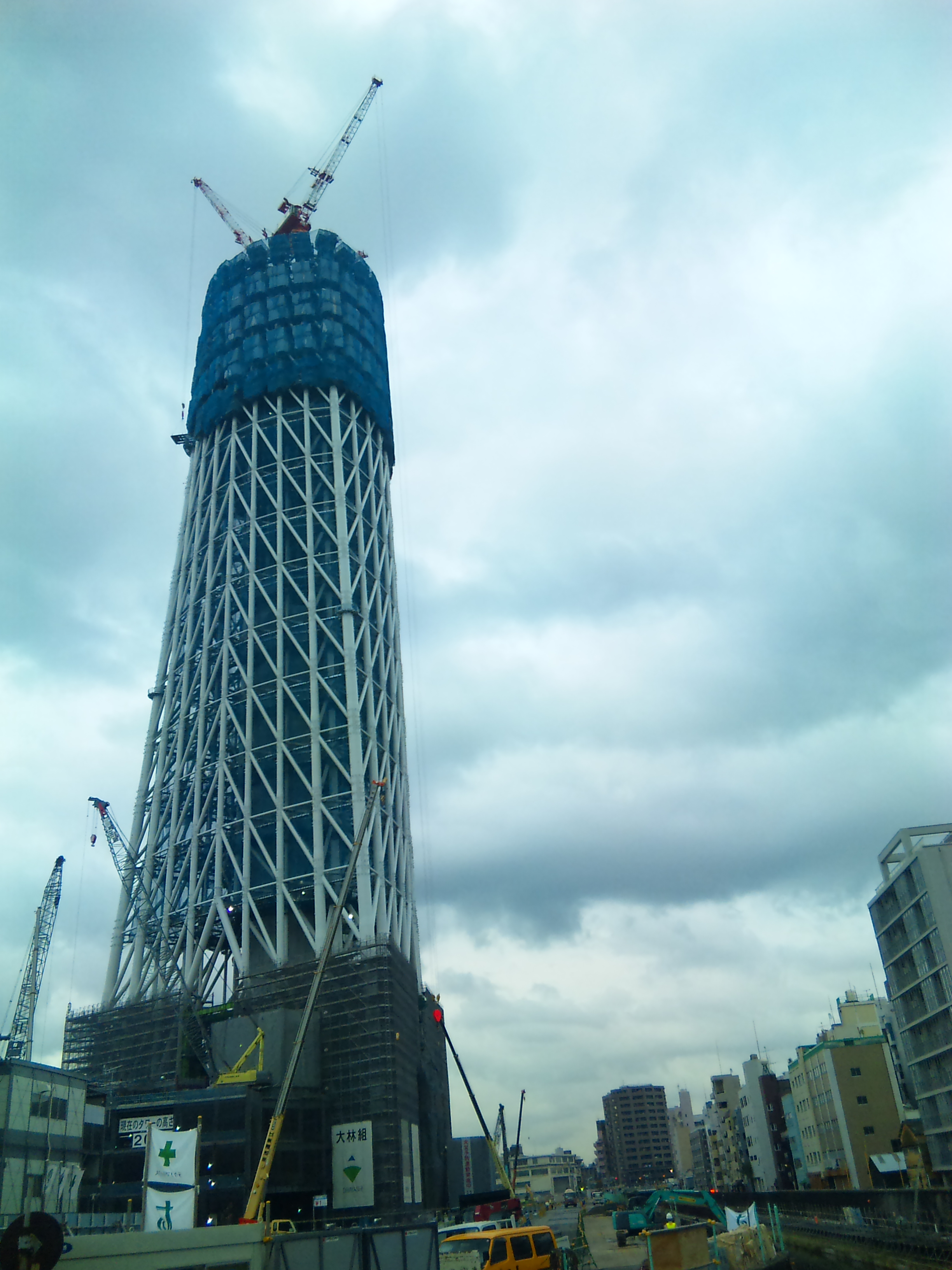
2009년 11월 14일 (205m)
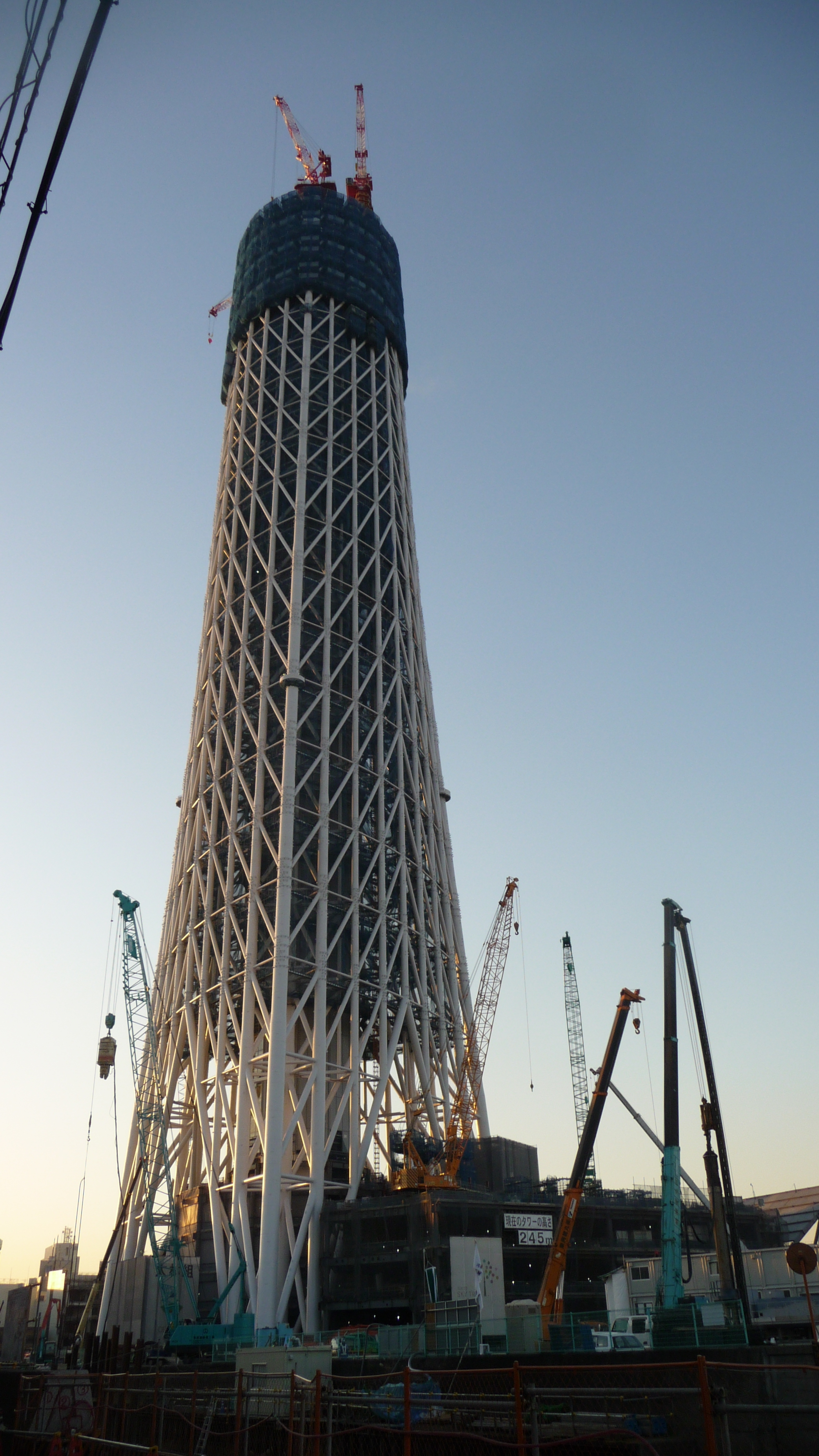
2009년 11월 22일 (245m)
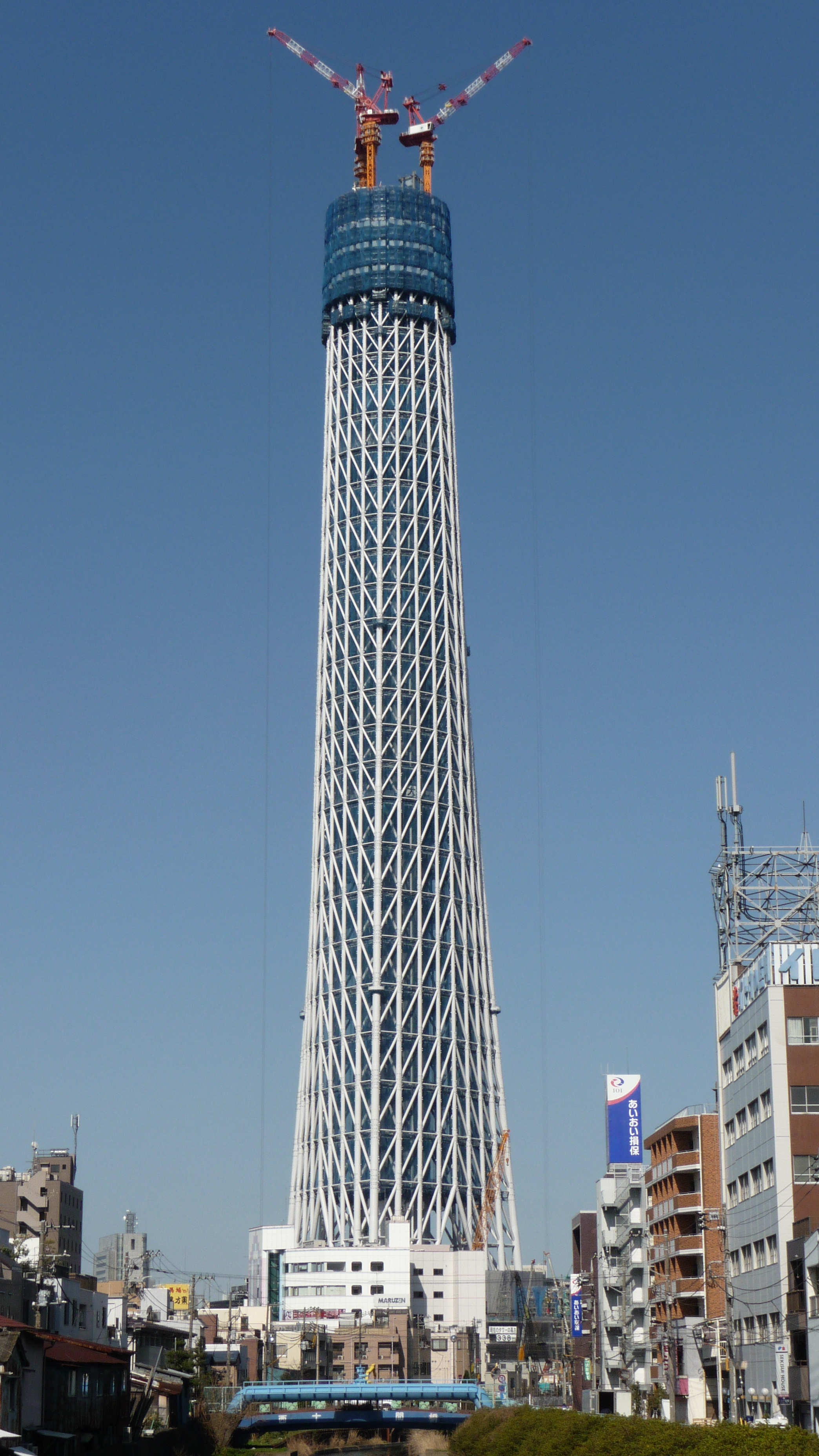
2010년 3월 30일 (338m)
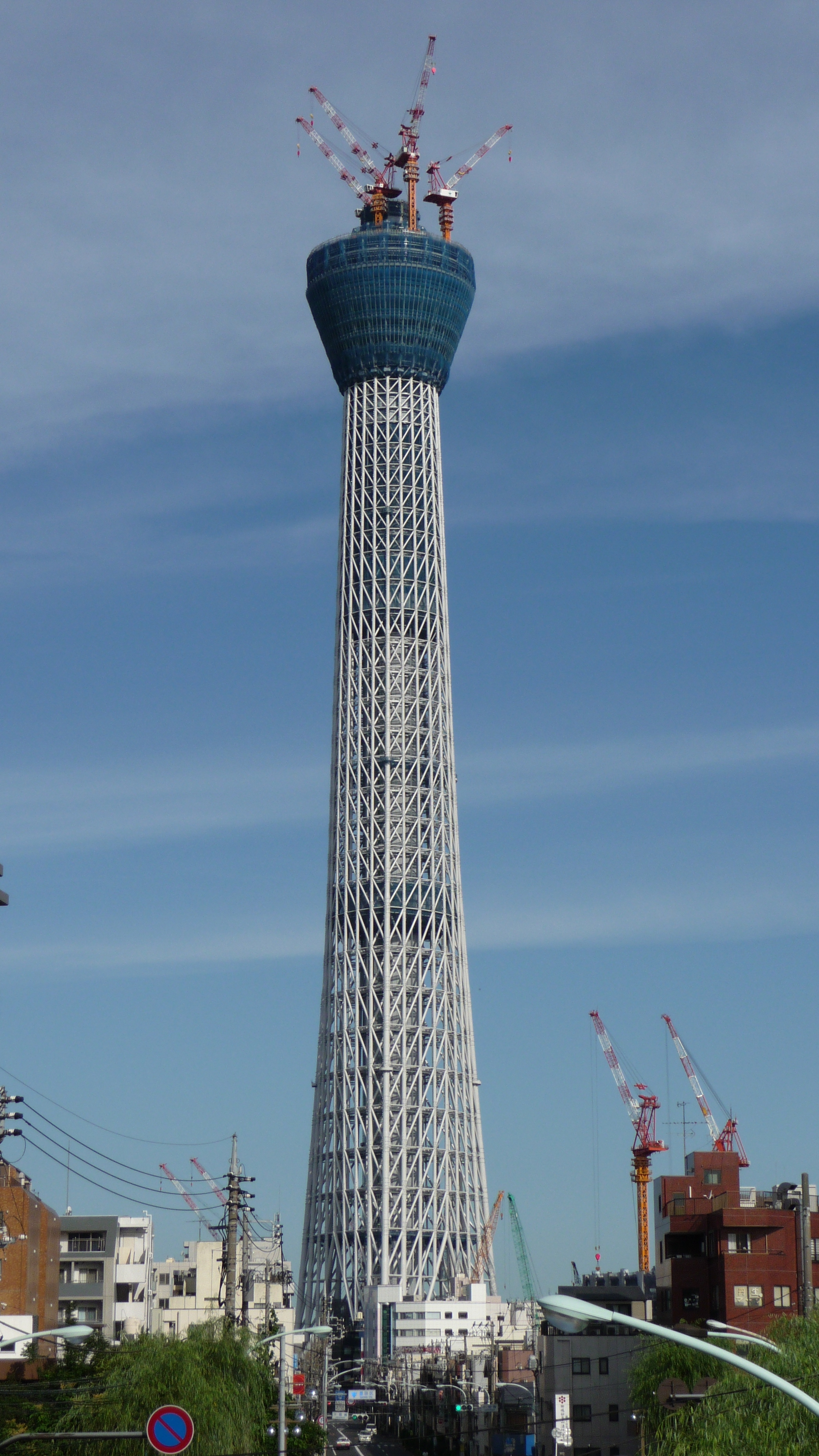
2010년 7월 10일 (398m)
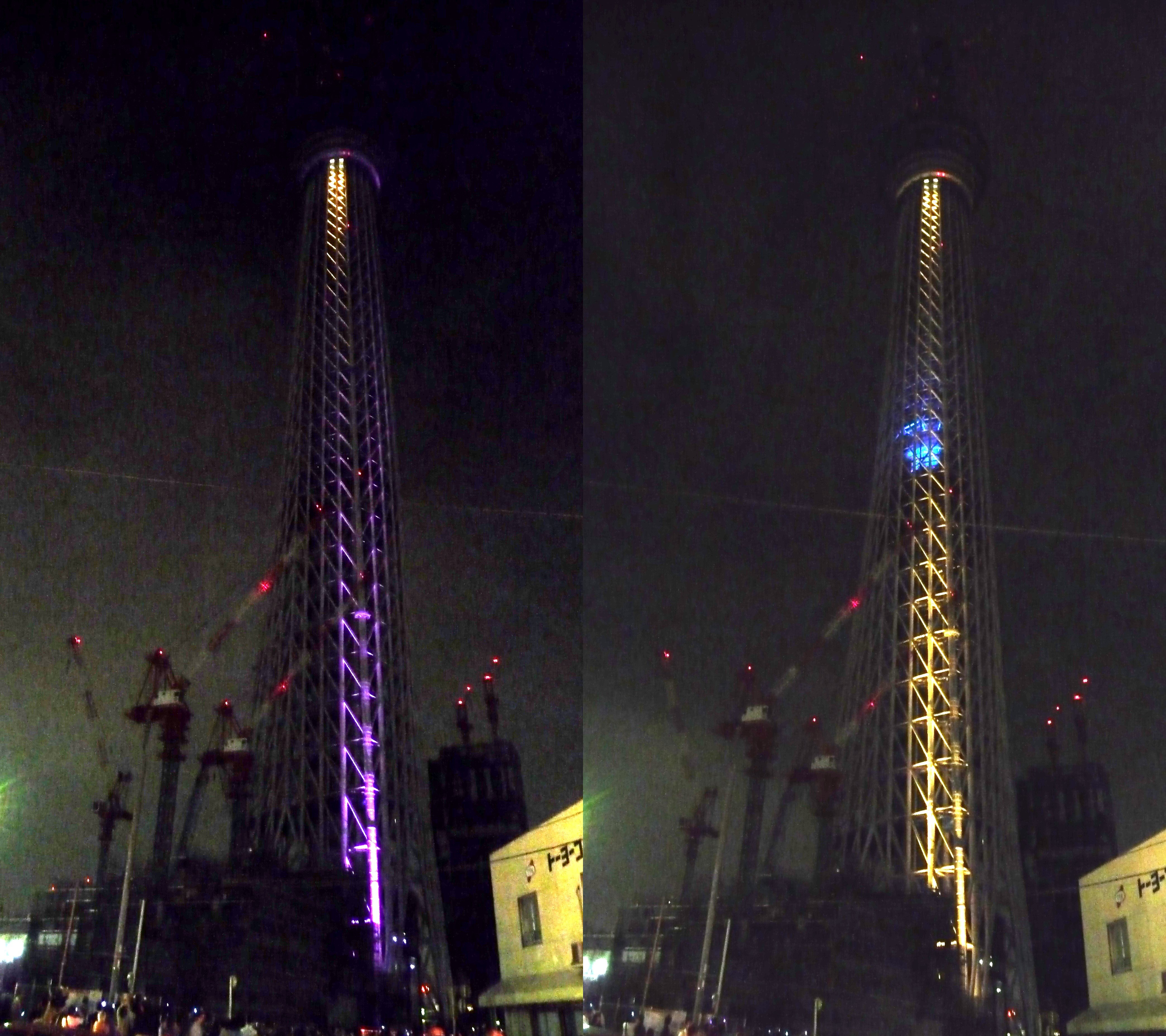
조명 시험, 2010년 10월 13일 18시 30분 ~ 21시 10분(488m)
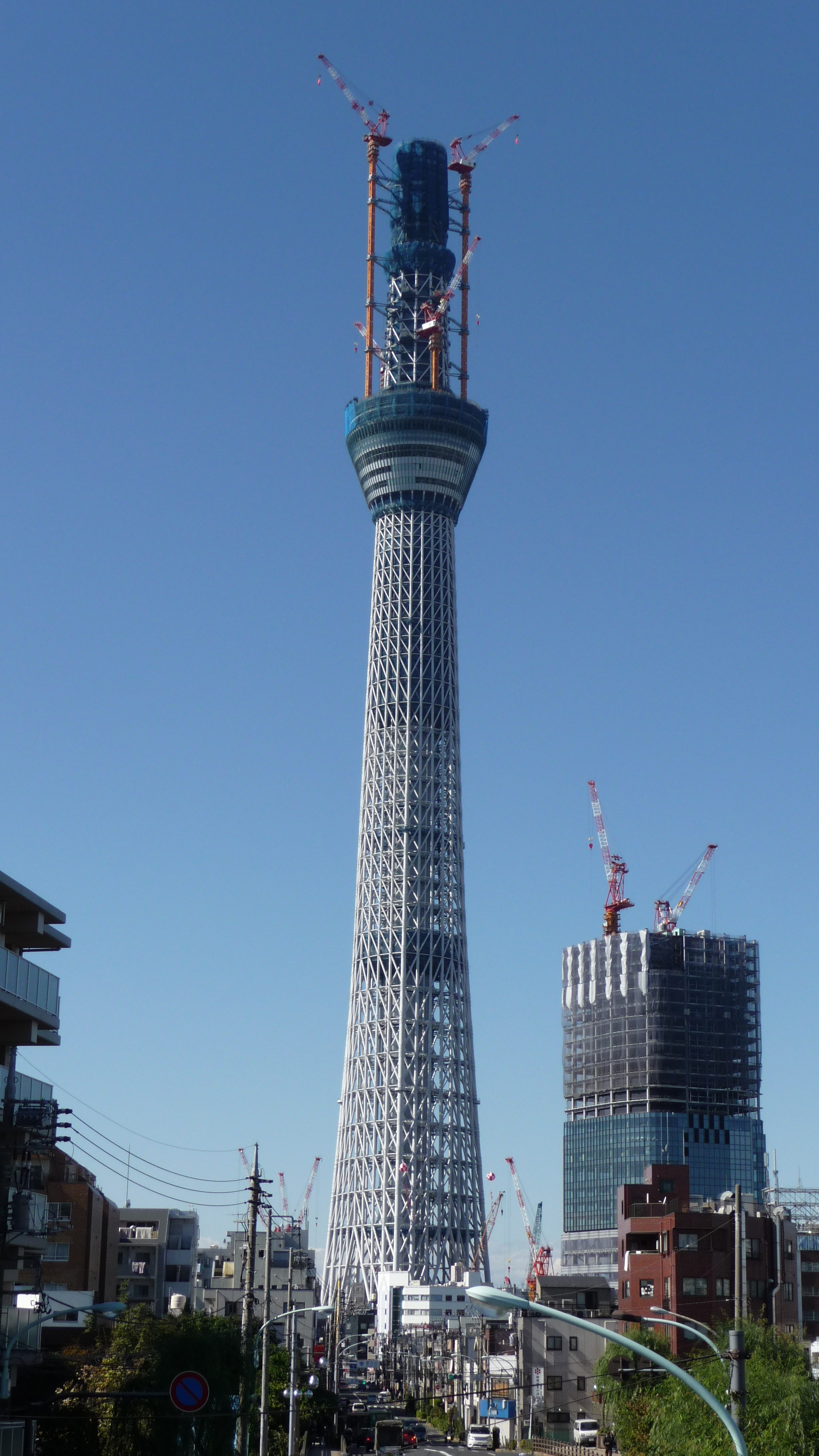
2010년 11월 3일 (497m)
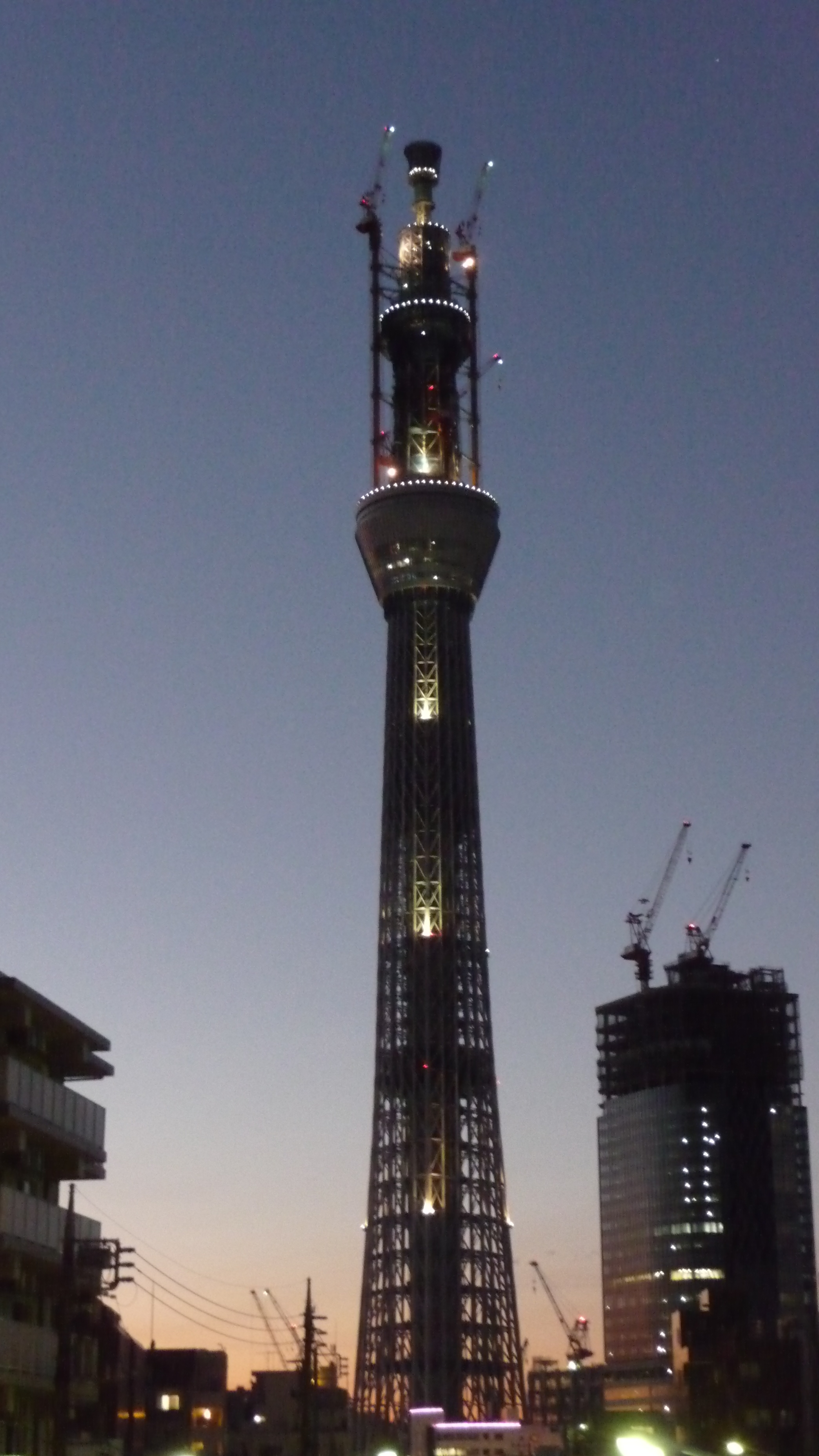
해 질 녘에 성탄절 조명, 2010년 12월 25일 (539m)
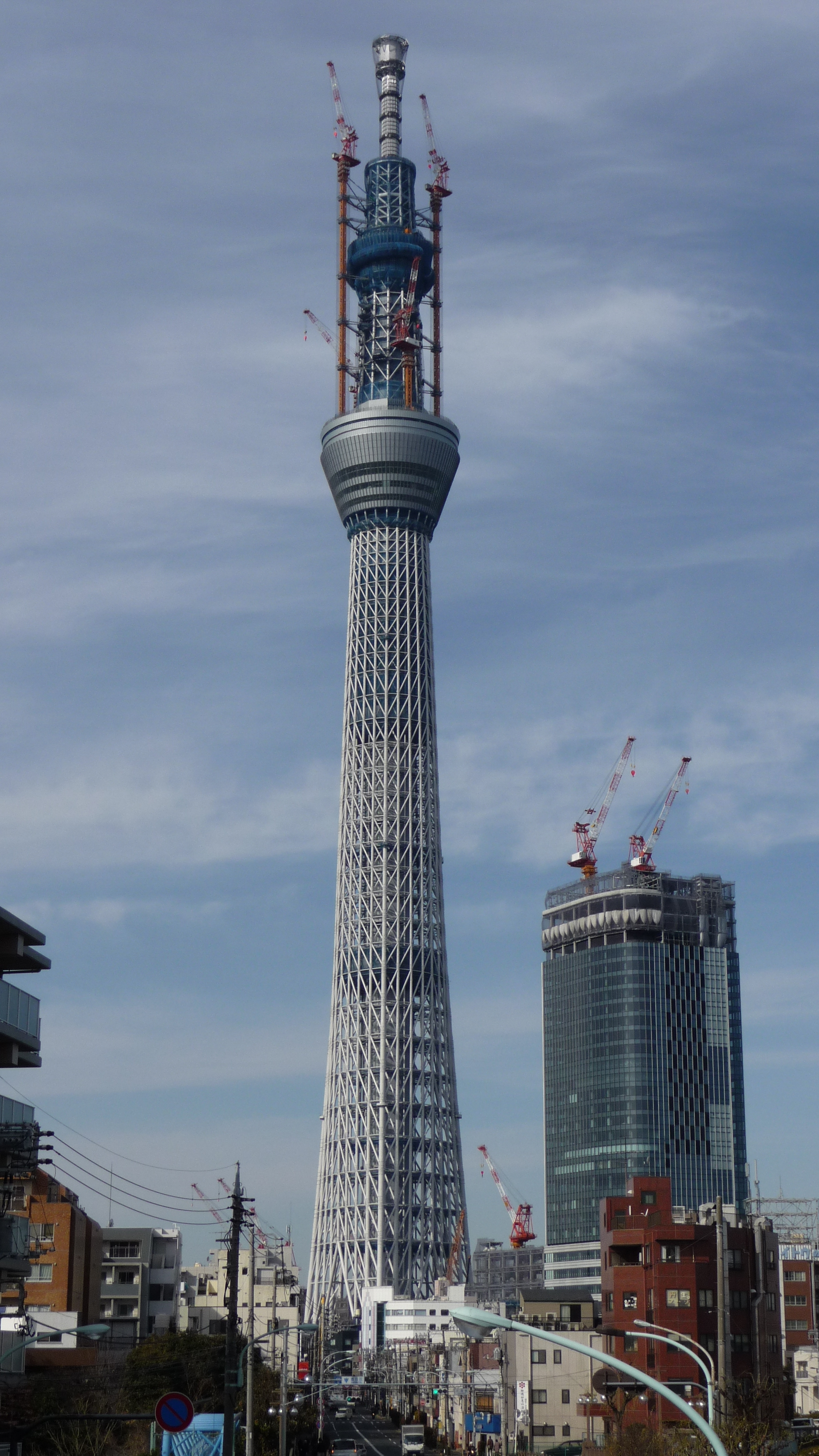
2011년 1월 23일 (559m)
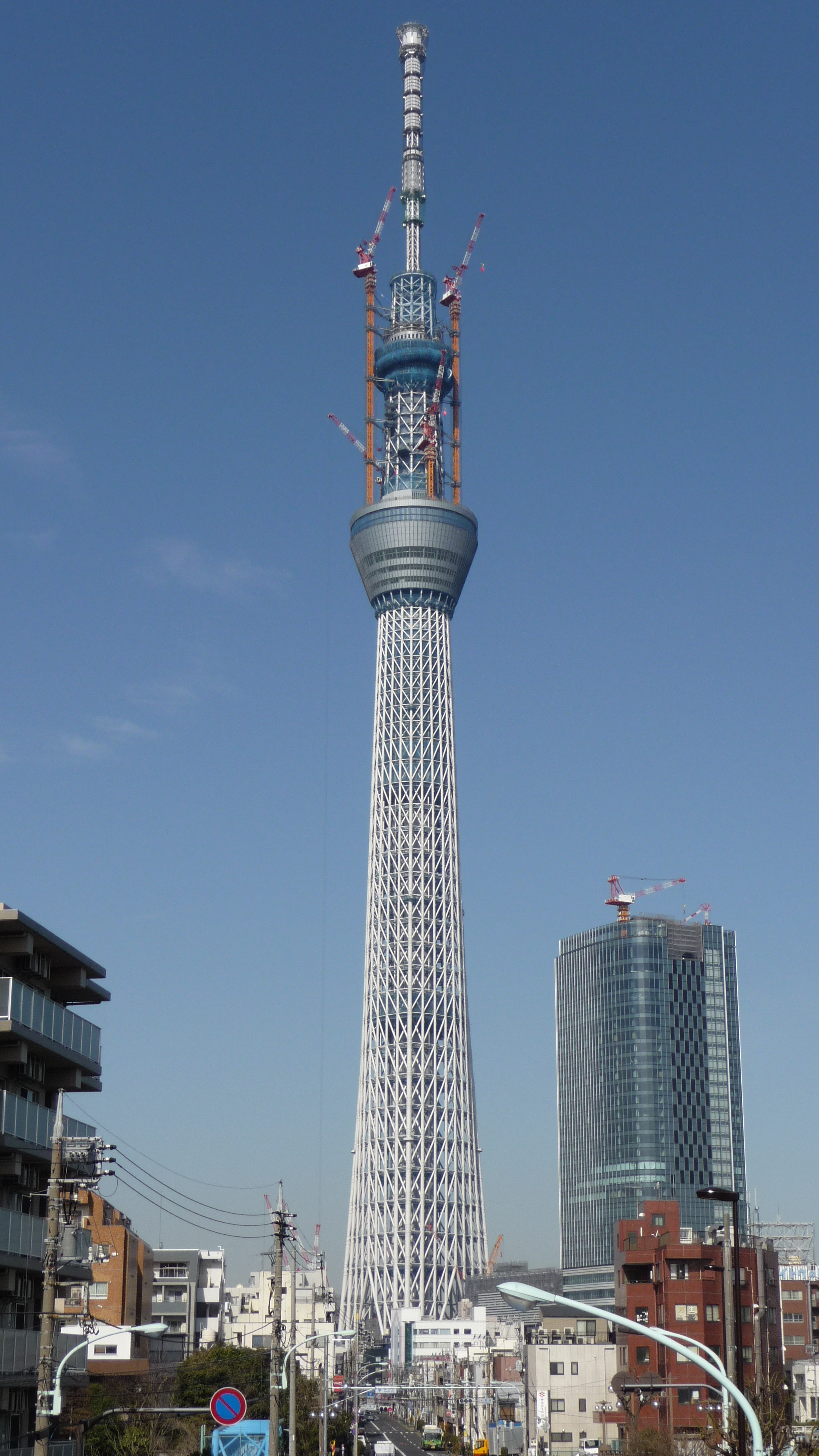
2011년 3월 19일에 최고 높이 634m에 이름
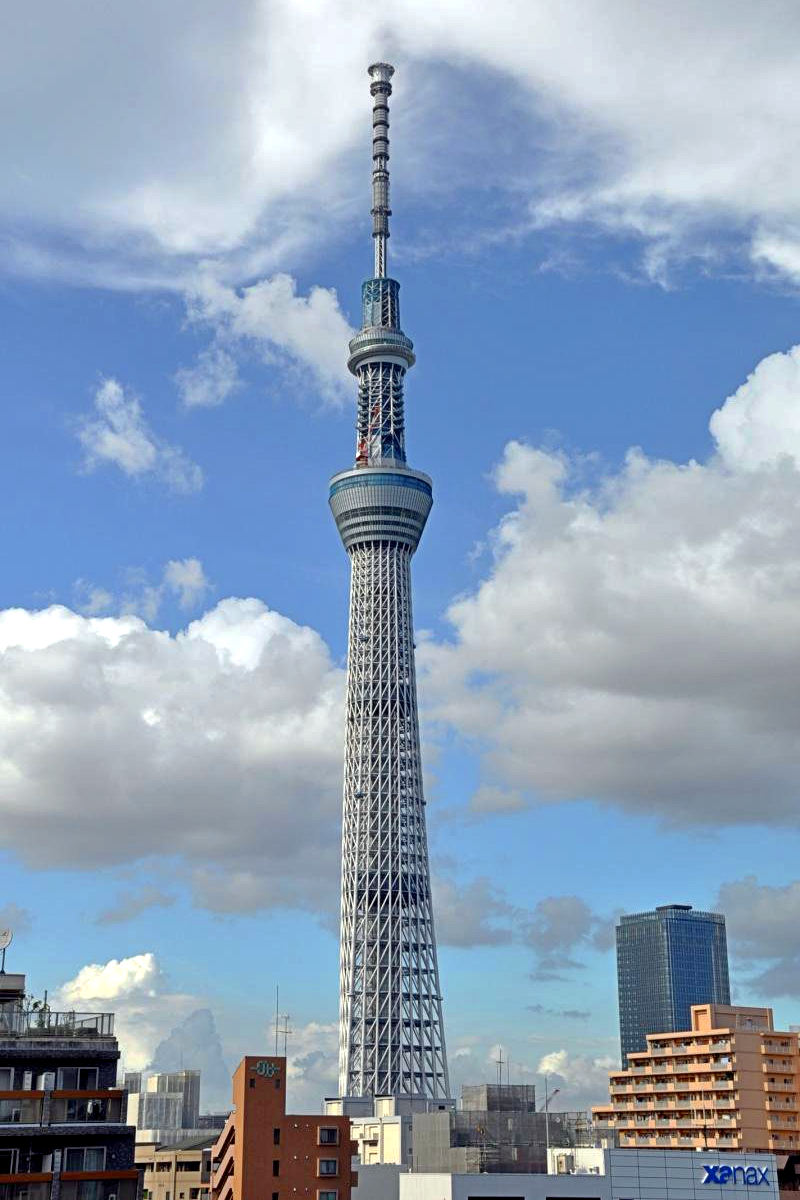
2011년 8월 4일
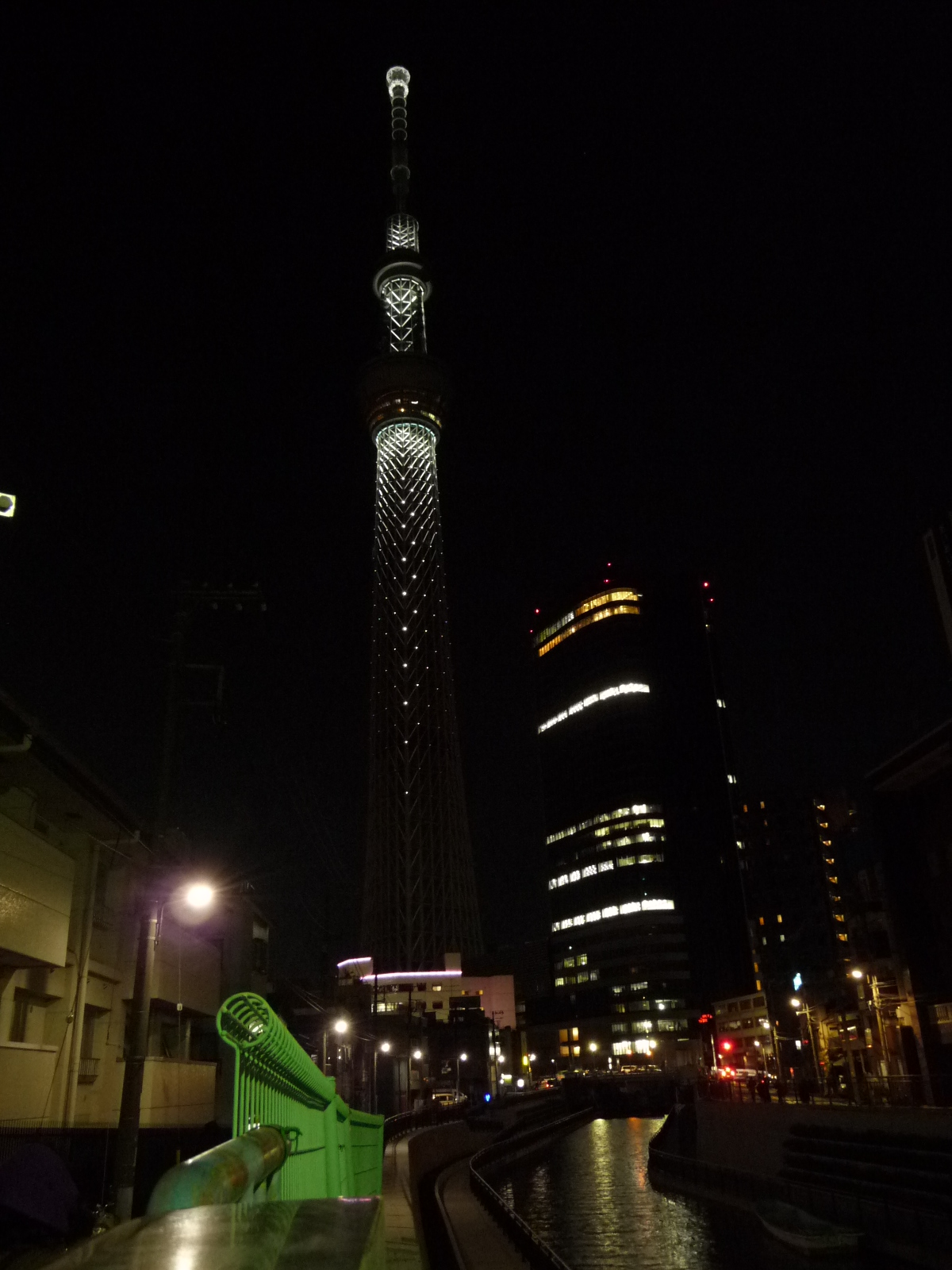
성탄절 및 연말 조명, 2011년 12월 23일, 24일, 31일

## 같이 보기
- 도쿄 타워